# 수드사르데냐도

수드사르데냐도의 위치

남사르데냐도(이탈리아어: provincia del Sud Sardegna; 사르데냐어: provìntzia de Sud Sardigna)는 이탈리아 사르데냐주의 도로 도청 소재지는 카르보니아(임시 도청)이며 면적은 6,339km2, 인구는 358,229명(2015년 기준)이다. 2016년 2월 4일을 기해 카르보니아이글레시아스도, 메디오캄피다노도의 전체 지역, 칼리아리도의 대부분 지역을 통합하여 신설되었다.